# Paths of Glory (Los Simpson)
Paths of Glory, llamado Caminos de gloria en Hispanoamérica y Senderos de gloria en España, es un episodio perteneciente a la vigesimoséptima temporada de la serie animada Los Simpson, será emitido el 6 de diciembre de 2015 en EE. UU.. El episodio fue escrito por Michael Ferris y dirigido por Steven Dean Moore.

## Sinopsis
Después del fracaso en una competencia de Energía, los presentes se burlan de Lisa. El Viejo Judío comenta sobre Amelia Vanderbuckle, una inventora de Springfield del siglo XIX que fue internada en el Asilo de Springfield, luego de un accidente causado por uno de sus inventos que decapitó a uno de los concejales de la ciudad, sin embargo, ella continuó haciendo sus inventos. Lisa se da cuenta de que la única forma de recuperar su reputación es irrumpir en el manicomio con Bart y encontrar uno de sus inventos. Lisa se propone restaurar la empañada reputación de la primera inventora femenina. Para encontrar a su inventora, recorre un asilo abandonado y un restaurante que atiende a hombres. Bart se une a Lisa en el asilo, roba uno de los cuadernos de un paciente homicida, y luego presume a los chicos en la escuela que escribió él mismo las historias. Esta revelación hace que Homer y Marge crean que es un sociópata, Bart decide utilizar esto a su favor hasta que las cosas van demasiado lejos.
Como Bart se encontraba internado por su supuesta sociopatía, Lisa se une a Milhouse para encontrar el invento de Amelia, que está enterrado bajo un antiguo club feminista, que ahora es un restaurante Knockers. Le piden al jardinero Willie que los ayude a perforar el sótano del edificio y encontrar su invento. Tienen éxito y encuentran lo que a primera vista parece un telar, pero en realidad es el primer dispositivo informático jamás inventado. Lisa logra su objetivo y el invento de Amelia es donado al museo, aunque nadie más que Lisa está interesado en verlo.
Durante los créditos, Homer usa el telar para ver imágenes eróticas. Cuando Marge lo descubre él intenta deshacerse del telar en vano.